# Armstrong (månkrater)
Armstrong är en liten nedslagskrater på månen. Kratern ligger på Mare Tranquillitatis på månens framsida. 
Kratern är uppkallad efter den amerikanska astronauten Neil Armstrong (född 1930). Kratern fick sitt officiella namn tilldelat av den Internationella astronomiska unionen (IAU) år 1970., , 

## Omgivning
Armstrong ligger på Mare Tranquillitatis. Kratern Sabine ligger en bit till väster om Armstrong. Armstrong ligger nordöst om landningsplatsen för Apollo 11. Kratern är den östligaste i raden av tre kratrar, som är uppkallade efter besättningsmedlemmar på Apollo 11. Norr om kratern ligger nedslagsplatsen för Ranger 8.

### Fotnoter
1. 1 2  NASA. ”Moon nomenclature - Crater” (på engelska). på http://lunar.arc.nasa.gov/ The Lunar Prospector Website, NASA Ames Research Center. Arkiverad från originalet den 5 juli 2009. https://web.archive.org/web/20090705213229/http://lunar.arc.nasa.gov/printerready/science/geography_items/carters/craters_a.html. Läst 17 maj 2009.
2. 1 2 3 4  Deskriptiva data om månekratrar på hemsidan från USA:s geologiska institut. (Klicka på det relevanta namnet): USGS och IAU (2009). ”Gazetteer of Planetary Nomenclature - Moon Nomenclature: Crater, craters” (på engelska). från http://planetarynames.wr.usgs.gov/ Astrogeology Research Program, U.S. Geological survey. Arkiverad från originalet den 7 mars 2010. https://web.archive.org/web/20100307113446/http://planetarynames.wr.usgs.gov/jsp/FeatureTypesData2.jsp?systemID=3&bodyID=11&typeID=9&system=Earth&body=Moon&type=Crater,%20craters&sort=AName&show=Fname&show=Lat&show=Long&show=Diam&show=Stat&show=Orig. Läst 17 maj 2009.
3. 1 2  (engelska) Armstrong på Wikien The Moon Arkiverad 16 januari 2010 hämtat från the Wayback Machine.
4. 1 2  (franska) Program (under GNU-licens) och integrerad databas: ”Atlas Virtuel de la Lune”. från http://www.astrosurf.com/ Portail de l'Astronomie en France af Patrick Chevalley og Christian Legrand. Arkiverad från originalet den 14 maj 2008. https://web.archive.org/web/20080514072927/http://www.astrosurf.com/avl/FR_index.html. Läst 29 maj 2009.
5. ↑  Lista över officiella namn på månkratrar från en tysk astronomihemsida : ”Krater mit individuellem Namen (Kratrar med individuella namn)” (på tyska). från http://www.astrolink.de/. http://www.astrolink.de/p012/p01204/p01204090000a.htm.
6. ↑  M. A. Blagg, K. Müller, W. H. Wesley, S. A. Saunder, J. H. G. Franz (1935). Named Lunar Formations. London: Percy Lund, Humphries & Co. Ltd. http://adsabs.harvard.edu/abs/1935QB595.B6.......
7. ↑  I allmänhet tilldelade IAU de officiella namnen till kratrarna på månens framsida år 1935, till kratrarna på månens baksida år 1970, och slutligen har vissa mindre kratrar (som tidigare ansågs vara satellitkratrar) fått nya namn från 1973 och framåt. Se :
  - USA:s geologiska undersökning: ”Gazetteer of Planetary Nomenclature - History of Planetary Nomenclature” (på engelska). från http://planetarynames.wr.usgs.gov/ Astrogeology Research Program, U.S. Geological Survey. http://planetarynames.wr.usgs.gov/history.html.
  - Mario Tessier (10 mars 1998). ”La cartographie lunaire: des origines au XXeme siècle (Månens kartografi: Från begynnelsen till det 20:e århundradet)” (på franska). från http://pages.infinit.net/noxoculi/ Nox Oculis. Arkiverad från originalet den 5 december 2008. https://web.archive.org/web/20081205073741/http://pages.infinit.net/noxoculi/lune3.html. Läst 29 maj 2009.
8. ↑  ”Lpi-måneatlas (klicka på den mittersta bilden).”. Arkiverad från originalet den 17 maj 2008. https://web.archive.org/web/20080517001811/http://www.lpi.usra.edu/resources/lunar_orbiter/bin/info.shtml?207. Läst 29 maj 2009.